# ブランドン・ジョーンズ
ブランドン・ラモン・ジョーンズ（Brandon Lamon Jones, 1983年12月10日 - ）は、右投左打。アメリカ合衆国フロリダ州パナマシティ出身の元プロ野球選手（外野手）。
2007年にメジャーデビューの際、長年ブレーブスを支えていたアンドリュー・ジョーンズ、チッパー・ジョーンズと共に先発メンバーに名を連ねる際、ファーストネームの頭文字から「ABCジョーンズ」がそろうと話題になった。

## 経歴

### ブレーブス時代
2003年6月3日に、アトランタ・ブレーブスからドラフト23巡目で指名を受けたが年内に選手契約を結ばず、翌2004年の5月18日に契約を交わした。プロ入り後は早速、マイナーリーグのルーキー級のチームに所属し、57試合で打率.297という数字をマークした。
2005年は、ルーキー級2チーム、A-級1チーム、A+級1チームの計4チームでプレイ。合わせて64試合の出場で、.300以上の打率と.500を超える長打率を記録した。
2006年は、打率こそ.264まで低下したものの、AA級でプレイする機会にも恵まれ、107試合で14本塁打・15盗塁と、本塁打と盗塁の両部門で自身初の2ケタをクリアした。
2007年は、AA級及びAAA級の2チームで打率.295・19本塁打・100打点・17盗塁という素晴らしい数字をマークし、9月16日にメジャーデビューを果たした。この年はわずか5試合にしか出場せず、打率も.158にとどまったが、3安打で4打点を記録した。
2008年になると、出場機会が大幅に増加。41試合に出場して、打率.267・1本塁打・17打点・1盗塁という数字を残した。また、守備面では、センターを除く外野の両翼を守った。
2009年は、再び出場試合数が5試合まで激減したが、限られた出場機会で.300以上の打率を記録した。

### ブレーブス退団後
2010年1月12日にDFAとなり、1月19日にピッツバーグ・パイレーツに移籍。8月2日にジェイソン・ベックとのトレードでデトロイト・タイガースに移籍した。11月6日にFAとなった。
2011年1月4日にミルウォーキー・ブルワーズとマイナー契約を結んだ。

### 独立リーグ時代
7月からアトランティックリーグのランカスター・バーンストーマーズでプレー。
2012年、アメリカン・アソシエーションのカンザスシティ・ティーボーンズに入団。
2013年7月4日、カナディアン・アメリカン・リーグのニュージャージー・ジャッカルズと契約した。
2014年はアメリカン・アソシエーションのスーフォールズ・ファイティングフェザンツでプレー。
2015年2月6日にアトランティックリーグのヨーク・レボリューションと契約。5月20日にランカスター・バーンストーマーズに移籍。7月11日にトレードでブリッジポート・ブルーフィッシュに移籍。8月5日に現役引退を表明。